# 西溪水库 (宁海)
西溪水库，位于中华人民共和国浙江省宁海县西北部的一座中型水库，是白溪最大支流大溪上的一座以防洪、供水为主，结合灌溉、发电等综合利用的河道型中型水库。水库工程于2003年10月28日开工，2006年年底竣工。水库拦河坝为碾压混凝土重力坝，坝顶高程153米，最大坝高71米，坝顶长243米。总库容8500万立方米，控制流域面积95.64平方千米。水电站装机容量2×3000千瓦，年均发电量1272万千瓦时。年供水量5700万立方米，灌溉农田面积1976.7公顷。水库的建成，使下游宁海县城防洪能力提高到50年一遇洪水标准。